# Benjamin Walker (attore)
Benjamin Walker Davis (Cartersville, 21 giugno 1982) è un attore statunitense.

## Biografia
Ha partecipato ad alcuni musical, tra cui A Little Night Music, Hair e American Psycho; ed ha raggiunto maggiore notorietà grazie a film quali La scelta - The Choice e Heart of the Sea - Le origini di Moby Dick.

### Vita privata
Walker si sposa con l'attrice Mamie Gummer nel 2011, dopo un fidanzamento di due anni. Nel 2013 hanno annunciato la separazione.
È stato sposato con l'attrice inglese Kaya Scodelario dal dicembre 2015. La coppia annuncia la nascita del primogenito il 1º dicembre 2016. Il 18 settembre 2021 la coppia annuncia di aspettare il loro secondo figlio e l’8 gennaio 2022 viene alla luce una bambina. A febbraio 2024 l'attore conferma la separazione da Kaya Scodelario.

## Filmografia parziale

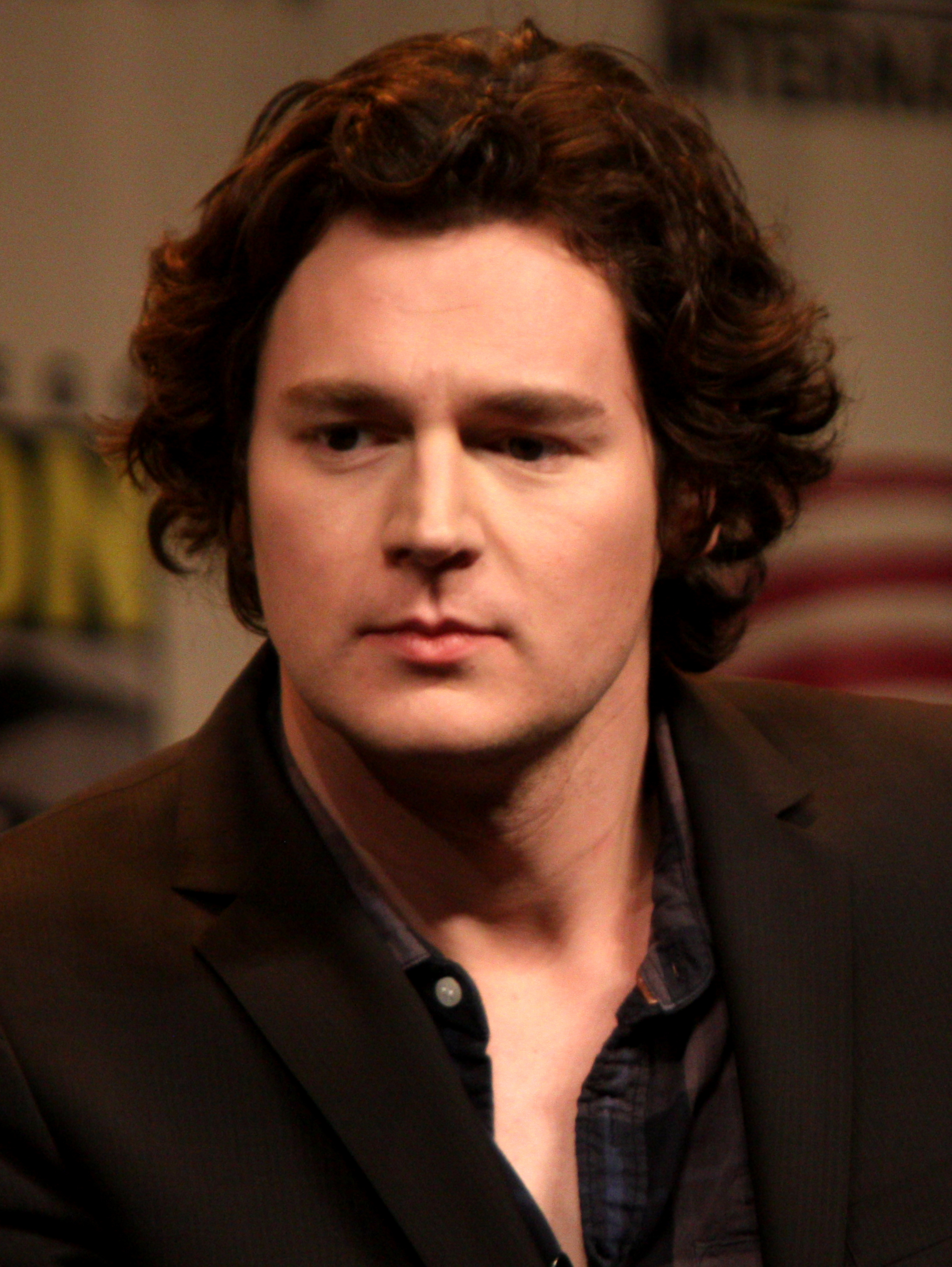
Walker nel 2012

### Cinema
- Kinsey, regia di Bill Condon (2004)
- La scandalosa vita di Bettie Page (The Notorious Bettie Page), regia di Mary Harron (2005)
- Unconscious, regia di Bradley Wigor (2006)
- Flags of Our Fathers, regia di Clint Eastwood (2006)
- The War Boys, regia di Ron Daniels (2009)
- Wolfe with an E, regia di David Louis Zuckerman (2011)
- La leggenda del cacciatore di vampiri (Abraham Lincoln: Vampire Hunter), regia di Timur Bekmambetov (2012)
- Muhammad Ali's Greatest Fight, regia di Stephen Frears (2013)
- Heart of the Sea - Le origini di Moby Dick (In the Heart of the Sea), regia di Ron Howard (2015)
- La scelta - The Choice (The Choice), regia di Ross Katz (2016)
- Shimmer Lake, regia di Oren Uziel (2017)
- L'uomo dei ghiacci - The Ice Road (The Ice Road), regia di Jonathan Hensleigh (2021)
- The King's Daughter, regia di Sean McNamara (2022)
- September 5 - La diretta che cambiò la storia (September 5), regia di Tim Mielants (2024)

### Televisione
- Jessica Jones – serie TV, 10 episodi (2019)
- La ferrovia sotterranea (The Underground Railroad) – miniserie TV, 2 puntate (2021)
- Il Signore degli Anelli - Gli Anelli del Potere (The Lord of the Rings: The Rings of Power) – serie TV (2022-in corso)

## Teatro
- Il ventaglio di Lady Windermere di Oscar Wilde, regia di Moisés Kaufman. Williamstown Theatre Festival di Williamstown (2005)
- Romeo e Giulietta di William Shakespeare, regia di Will Frears.  Williamstown Theatre Festival di Williamstown (2006)
- Inherit the Wind di Jerome Lawrence e Robert E. Lee, regia di Doug Hughes. Lyceum Theatre di Broadway (2007)
- Les Liaisons Dangereuses di Christopher Hampton, regia di Rufus Norris. American Airlines Theatre di Broadway (2008)
- A Little Night Music, colonna sonora di Stephen Sondheim, libretto di Hugh Wheeler, regia di Scott Ellis. Studio 54 di New York (2009)
- Bloody Bloody Andrew Jackson, colonna sonora di Michael Friedman, libretto e regia di Alex Timbers. Public Theater dell'Off-Broadway Bernard B. Jacobs Theatre di Broadway (2010)
- La gatta sul tetto che scotta di Tennessee Williams, regia di Rob Ashford. Richard Rodgers Theatre di Broadway (2013)
- Hair, colonna sonora di Galt MacDermot, libretto di James Rado e Gerome Ragni, regia di Adam Shankman. Hollywood Bowl di Los Angeles (2014)
- American Psycho, colonna sonora di Duncan Sheik, libretto di Roberto Aguirre-Sacasa, regia di Rupert Goold. Gerald Schoenfeld Theatre di Broadway (2016)
- Erano tutti miei figli di Arthur Miller, regia di Jack O'Brien. American Airlines Theatre di Broadway (2019)
- Opening Night, colonna sonora di Rufus Wainwright, libretto e regia di Ivo van Hove. Gielgud Theatre di Londra (2024)

## Doppiatori italiani
Nelle versioni in italiano delle opere in cui ha recitato, Benjamin Walker è stato doppiato da:
- Francesco Meoni in Flags of Our Fathers
- Edoardo Stoppacciaro ne La leggenda del cacciatore di vampiri
- Andrea Mete in Muhammad Ali's Greatest Fight
- Francesco Bulckaen in Heart of the Sea - Le origini di Moby Dick
- Ruggero Andreozzi in Shimmer Lake
- Marco Vivio in Jessica Jones
- Domenico Strati ne La scelta - The Choice
- Guido Di Naccio ne La scelta - The Choice (ridoppiaggio)
- Gabriele Lopez in L'uomo dei ghiacci - The Ice Road
- Gabriele Sabatini ne La ferrovia sotterranea
- Giovanni Scifoni in Il Signore degli Anelli - Gli Anelli del Potere
- Francesco Cavuoto in September 5 - La diretta che cambiò la storia